# Stefan Banach
Stefan Banach (Krakov, 30. ožujka 1892. – Lavov, 31. kolovoza 1945.) - poljski matematičar koji se generalno smatra jednim od najznačajnijih i najutjecajnijih matematičara 20. stoljeća. On je utemeljitelj moderne funkcionalne analize, i originalni član Matematičke škole u Lavovu. Njegovo glavno djelo bila je knjiga iz 1932. godine „Théorie des opérations linéaires” (Teorija linearnih operacija), prva monografija o općoj teoriji funkcionalne analize.
Rođen u Krakovu, Banach je pohađao gimnaziju, srednju školu, i radio na matematičkim problemima sa svojim prijateljem Witoldom Wilkoszem. Nakon diplomiranja 1910. godine, Banah se preselio u Lavov. Međutim, tijekom Prvog svjetskog rata vratio se u Krakov, gdje se sprijateljio s Hugom Steinhausom. Nakon što je Banach riješio neke matematičke problem,e koje je Steinhaus smatrao teškim, objavili su svoj prvi zajednički rad. 
Godine 1919., s nekolicinom drugih matematičara, Banach je osnovao matematičko društvo. Godine 1920., dobio je poziciju asistenta na Politehnici u Lavovu. Ubrzo je postao profesor na Politehnici i član Poljske obrazovne akademije. Organizirao je Matematičku školu Lavov. Oko 1929. godine počeo je pisati svoju Teoriju linearnih operacija, prvu monografiju o općoj teoriji funkcionalne analize.
Rad Davida Hilberta u području funkcionalne analize daje važan doprinos matematici u fizici. Kasnije je Stefan Banach proširio njegov koncept te ga nazvao Banachov prostor. 
Nakon izbijanja Drugog svjetskog rata, u rujnu 1939., Lavov je postao dio Sovjetskog Saveza. Banach je postao dekan Odjela za matematiku i fiziku Sveučilišta u Lavovu. Godine 1941., kada su Nijemci zauzeli Lavov, Poljacima su zatvorene sve ustanove visokog obrazovanja. Kao rezultat toga, Banach je bio prisiljen zarađivati za život kao hranitelj uši na Institutu Rudolfa Weigla za proučavanje tifusa i virusologije. Iako je posao nosio rizik od zaraze tifusom, štitio ga je od slanja na robovski rad u Njemačku i od drugih oblika represije. Kada su Sovjeti 1944. ponovno zauzeli Lavov, Banach je ponovno uspostavio Sveučilište. Međutim, budući da su Sovjeti uklanjali Poljake s nekadašnjih poljskih teritorija koje su anektirali Sovjeti, Banach se pripremio za povratak u Krakov. Prije nego što je to uspio, umro je u kolovozu 1945., nakon što mu je sedam mjeseci ranije dijagnosticiran rak pluća.
Godine 1992., Institut za matematiku Poljske akademije znanosti ustanovio je posebnu medalju Stefana Banacha za izuzetna dostignuća u matematičkim znanostima.